# Konrad Adenauer
Konrad Hermann Joseph Adenauer (Colonia, 5 de enero de 1876-Rhöndorf, 19 de abril de 1967) fue un político alemán, primer canciller de la Alemania Occidental y uno de los «padres fundadores de la Unión Europea» junto con Winston Churchill, Alcide de Gasperi, Walter Hallstein, Jean Monnet, Robert Schuman, Paul Henri Spaak y Altiero Spinelli, así llamado por su papel relevante en el surgimiento de las Comunidades Europeas. Además fue presidente del Consejo Parlamentario, el gremio que redactó la Ley Fundamental para la República Federal de Alemania.
El 15 de septiembre de 1949 fue elegido Bundeskanzler (canciller federal) por el Bundestag (el Parlamento Federal) y ocupó este cargo hasta el 15 de octubre de 1963.
Adenauer lideró a su país desde las ruinas de la Segunda Guerra Mundial hasta convertirse en una nación productiva y próspera que forjó fuertes relaciones con Francia, Reino Unido y los Estados Unidos. Durante sus años en el poder, Alemania Occidental consiguió la democracia, estabilidad, respeto internacional y prosperidad económica (el milagro económico alemán). Fue el primer líder del partido Unión Demócrata Cristiana, al cual llevó a convertirse en una de las fuerzas políticas más influyentes de su país. 
Católico devoto,[cita requerida] Adenauer había sido uno de los líderes del Partido de Centro de la República de Weimar, ejerciendo como alcalde de Colonia (1917-1933) y como miembro (1920-1933) y presidente (desde 1928) del Consejo de Estado de Prusia. Fue canciller de Alemania hasta los ochenta y siete años, algo que él mismo atribuyó a que nunca dejó de trabajar intensamente y a su asombroso instinto político. Demostró una gran dedicación a lograr una democracia liberal basada en la economía social de mercado y el anticomunismo. Político astuto, Adenauer estuvo profundamente comprometido con una política exterior orientada a Occidente y a restaurar un lugar preeminente de Alemania en el escenario global. Trabajó para recuperar la economía de Alemania Occidental desde la destrucción bélica hasta una posición hegemónica en Europa. Asimismo, restableció las fuerzas armadas alemanas (Bundeswehr) en 1955 y firmó con Francia varios tratados que permitirían la unificación económica de Europa Occidental. Adenauer se opuso a su contrincante, Alemania Oriental, e hizo a su nación miembro de la OTAN y un firme aliado de Estados Unidos.

## Personalidad
Un accidente sufrido en 1917 había dado a Adenauer lo que Paul Johnson llama la impasibilidad de una estatua de caoba de un indio en una tienda. Muchas conversaciones de Adenauer con periodistas selectos revelan el brillante conocimiento político que poseía. Por ejemplo, previó detalladamente cómo el desarrollo económico terminaría por iniciar la caída del régimen comunista en la Europa del Este.[cita requerida]

## Vida política
Tras haber cursado los estudios de Derecho en la Universidad de Friburgo de Brisgovia, como católico ingresó en las filas del Partido de Centro (Zentrum), desarrollando una intensa actividad política que le llevó a ejercer ininterrumpidamente la alcaldía de Colonia desde 1917 hasta el ascenso de Adolf Hitler al poder en 1933. A principios de la década de 1920, coqueteó con la creación de un Estado renano dentro de Alemania pero separado de Prusia.[cita requerida] De 1920 a 1933 fue miembro del Consejo de Estado prusiano, que presidió entre 1920 y 1933, desde 1928 o entre 1921 y 1933.

### República de Weimar
Como católico devoto,[cita requerida] se unió al Partido de Centro (en alemán: Deutsche Zentrumspartei o simplemente Zentrum) en 1906 y fue elegido para el concejo municipal de Colonia en 1908. En 1909, se convirtió en vicealcalde de Colonia, una metrópoli industrial con una población de 635 000 habitantes en 1914. Evitando los movimientos políticos extremos, que atrajeron a tantos de su generación, Adenauer se comprometió con la decencia, la diligencia, el orden, la moral y los valores cristianos y se dedicó a erradicar el desorden, la ineficiencia, la irracionalidad y la inmoralidad política. De 1917 a 1933, se desempeñó como primer alcalde de Colonia y de 1920 a 1933 se convirtió en miembro y, en 1928, en presidente del Consejo de Estado (Staatsrat) de Prusia.
Adenauer encabezó Colonia durante parte de la Primera Guerra Mundial, trabajando en estrecha colaboración con el ejército para maximizar el papel de la ciudad como base trasera de suministro y transporte para el frente occidental. Prestó especial atención al suministro civil de alimentos, permitiendo a los residentes evitar lo peor de la grave escasez que asedió a la mayoría de las ciudades alemanas durante 1918-19. De hecho, Adenauer es acreditado como el inventor de las salchichas de soja, que sustituyeron a las de carne en esta época de escasez. Ante el colapso del antiguo régimen y la amenaza de revolución y desorden generalizado a fines de 1918, Adenauer mantuvo el control en Colonia utilizando su buena relación de trabajo con los socialdemócratas. En un discurso el 1 de febrero de 1919, Adenauer pidió la disolución de Prusia y que la Renania de Prusia se convirtiera en un nuevo Land (estado) autónomo en el Reich. Adenauer afirmó que esta era la única forma de evitar que Francia anexara Renania. Tanto el Gobierno del Reich como el de Prusia estaban completamente en contra de los planes de Adenauer para desmantelar Prusia. Cuando los términos del Tratado de Versalles se presentaron a Alemania en junio de 1919, Adenauer nuevamente sugirió a Berlín su plan para un estado autónomo de Renania y nuevamente sus planes fueron rechazados por el Gobierno del Reich.
Fue alcalde durante la ocupación británica de la posguerra. Estableció una buena relación de trabajo con las autoridades militares británicas, usándolas para neutralizar el Consejo de Trabajadores y Soldados, que se había convertido en una base de poder alternativa para el ala izquierda de la ciudad. Durante la República de Weimar, fue presidente del Consejo de Estado de Prusia (en alemán: Preußischer Staatsrat) de 1921 a 1933, que era la representación de las provincias de Prusia en su legislatura. Se había producido un importante debate en el Zentrum desde 1906 con respecto a la cuestión de si el Zentrum debía "abandonar la torre" (es decir, permitir que los protestantes se unieran para convertirse en un partido de varias confesiones) o "permanecer en la torre" (es decir, continuar siendo un partido católico solamente). Adenauer fue uno de los principales defensores de "abandonar la torre", lo que provocó un choque dramático entre él y el cardenal Michael von Faulhaber en el Katholikentag de 1922, donde el cardenal amonestó públicamente a Adenauer por querer sacar el Zentrum "de la torre".
A mediados de octubre de 1923, el canciller Gustav Stresemann anunció que Berlín suspendería todos los pagos financieros a Renania y que el nuevo Rentenmark, que había reemplazado al ahora inútil Mark, no circularía en Renania. Para salvar la economía renana, Adenauer abrió conversaciones con el Alto Comisionado francés Paul Tirard, a fines de octubre de 1923, para establecer una especie de unión económica con Francia que lograra la reconciliación franco-alemana. Adenauer la denominó un "gran diseño". Al mismo tiempo, Adenauer se aferró a la esperanza de que el Rentenmark todavía pudiera circular en Renania. Los planes de Adenauer quedaron en la nada cuando Stresemann, quien se opuso resueltamente al "gran diseño" de Adenauer, que él consideraba una traición límite, pudo negociar por sí solo el fin de la crisis.
En 1926, el Zentrum sugirió que Adenauer se convirtiera en canciller, una oferta que le interesaba, pero que finalmente rechazó cuando el Partido Popular Alemán insistió en que una de las condiciones para formar una coalición bajo el liderazgo de Adenauer era que Gustav Stresemann permaneciera como Ministro de Relaciones Exteriores. Adenauer, a quien no le gustaba Stresemann por considerarlo "demasiado prusiano", rechazó esa condición, que marcó el final de su oportunidad de convertirse en canciller en 1926. Pero mientras Adenauer era un firme partidario de Occidente, partidario de una Alemania unida con las democracias de la Europa Occidental, su socio Gustav Stresemann

...era un hombre del Este fiel a la convicción que entonces prevalecía en Alemania, acerca del Primat der Aussenpolitik. Con la ayuda de Ernst Scholtz, líder del Partido Popular, y muy favorecido por el hecho de que el mariscal Pilsudski consiguiera imponer una cruel dictadura militar en Polonia, Stresemann logró torpedear el intento de Adenauer de formar una coalición que incluyera a los socialistas. De modo que la oportunidad de Adenauer, que hubiera podido modificar radicalmente el curso de la historia, se vio desaprovechada y el beneficiario fue Hitler, el más importante de los "hombres del Este"...

### Nazismo
Marginado de toda actuación pública por el nazismo y encarcelado varias veces, intervino en la preparación del fracasado golpe de Estado del 20 de julio de 1944, con el fin de derrocar el régimen hitleriano. Encarcelado por este en los últimos meses de la guerra, fue al fin liberado y repuesto en la alcaldía de Colonia por los estadounidenses.
Hacia el fin de la Segunda Guerra Mundial, en 1945, Adenauer contaba con sesenta y nueve años, era confederalista y representaba a la Alemania policentrista del Sacro Imperio Romano, la alternativa posible para los regímenes totalitarios que prevalecieron entre las dos guerras:

...No era un separatista renano sino más bien un federalista, pero no depositaba la más mínima confianza en ninguno de los «genios alemanes». Insistía en que los «alemanes son belgas con megalomanía». Los prusianos eran los peores: Un prusiano es un eslavo que ha olvidado quién era su abuelo...». Solía decir «Cuando el tren nocturno de Colonia a Berlín cruzaba el Elba, yo ya no podía dormir». En el régimen de Weimar, el alcalde de Colonia era el jefe oficioso de la comunidad católica alemana y eso era suficiente para Adenauer. No tenía ni rastros del sentimiento racial alemán y tampoco nada de respeto por el Estado bismarckiano. ¿Qué le habían dado a los católicos alemanes? Los sufrimientos de la Kulturkampf...

### Ocupación británica
La política de los aliados consistió en reponer en sus cargos a los que habían sido cesados por el nazismo. Así los norteamericanos lo ponen al frente del municipio, pero al quedar incluida Colonia en la zona de ocupación británica cesó y fue expulsado por supuesta incompetencia en octubre de 1945, conforme a la política de apoyo a los socialdemócratas alemanes, dirigidos por Kurt Schumacher, propiciada por el gobierno laborista británico.

...Sin duda Gran Bretaña, que ahora tenía un gobierno laborista, apoyaba a los socialdemócratas siempre que podía. Los administradores británicos concebían Alemania como un país unificado, moderadamente socialista, cuya industria no estaría sometida a hombres del tipo de los Krupp, sino nacionalizada. Las áreas de educación y política del gobierno militar británico tenían un plantel de oficiales de tendencias socialistas, que se preocuparon de que los socialdemócratas administrasen la radio, la agencia de noticias y los órganos semioficiales del tipo Die Welt. El apoyo a los socialdemócratas fue el primero de muchos errores graves cometidos por la política exterior británica en su relación con Europa...

A pesar de la terminante prohibición del mando militar inglés de dedicarse a tareas políticas, Adenauer concentró todos sus esfuerzos en que la recién creada CDU —concebida en la misma línea que el Zentrum, pero con una amplia remoción de sus esquemas doctrinales, para dar respuesta a las nuevas exigencias— alcanzase la madurez, con la esperanza de atraer a los protestantes, así como a los católicos, en un solo partido. En 1946 Adenauer era elegido jefe de la CDU en la zona británica e igualmente de la rama bávara de la CDU, la Unión Social Cristiana (CSU).[cita requerida] Desde el 1 de septiembre de 1948 presidía el Consejo Parlamentario reunido en Bonn con el fin de trazar, según se había estipulado en los acuerdos de Londres de 1948, las líneas maestras de una futura constitución para toda la Alemania Occidental. El acuerdo de 1949 registraría el logro de una de las máximas aspiraciones de Adenauer: el reconocimiento de la soberanía de su pueblo —si bien no total y en régimen tutelado por los aliados— y el triunfo de su partido en las elecciones generales.

### República Federal

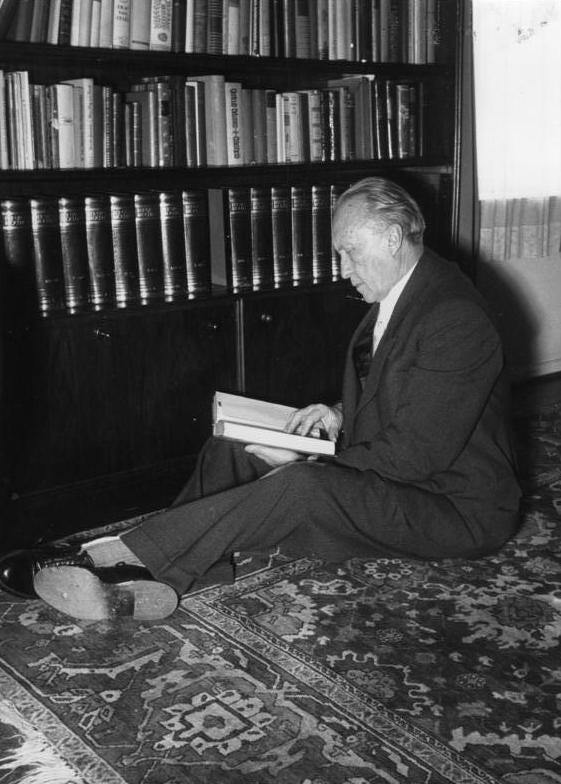
Konrad Adenauer leyendo en 1951.

Elegido el 15 de septiembre de 1949 primer canciller de la nueva Alemania por un solo voto de diferencia sobre su rival, Adenauer se alió con los liberales (FDP) para alcanzar la mayoría necesaria en el Bundestag, renunciando así a la unión con la socialdemocracia (SPD), cuyo repudio constituiría uno de los principios cardinales de la política desplegada por el canciller durante su etapa de gobierno.
Adenauer fue canciller de 1949 a 1963, un periodo que abarca la mayor parte de la etapa preliminar de la Guerra Fría. En este periodo, Alemania Occidental fue separada políticamente de la Alemania Oriental.

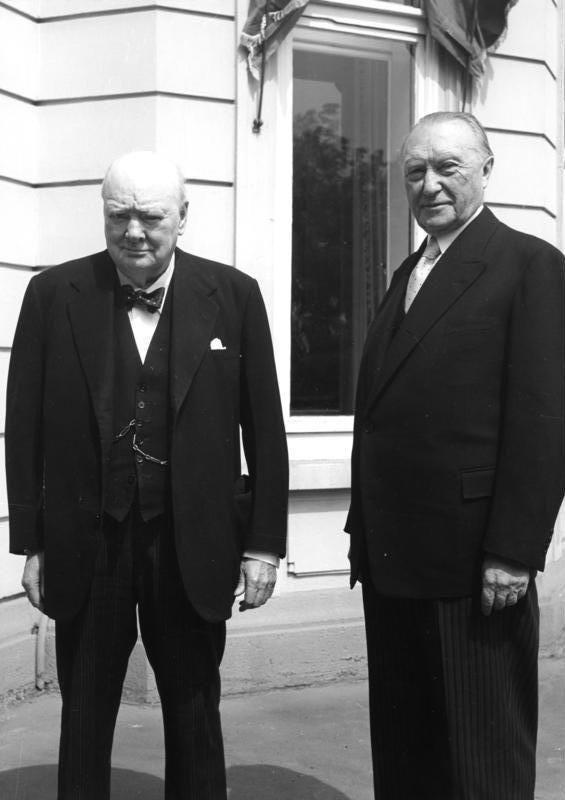
Konrad Adenauer junto a Winston Churchill el 12 de mayo de 1956.

Adenauer inició la reconstrucción de la Alemania Occidental y ayudó a convertir la nación en una potencia económica. Aunque el sombrío horizonte a que estuvo abocado su país en los años inmediatamente posteriores a la guerra había desaparecido, en parte, las huellas de esta eran aún muy profundas en la desgarrada Alemania cuando Adenauer comenzó a regirla. Impulsor máximo del denominado milagro alemán, el balance de sus primeros años de gestión no pudo ser —en lo referido a la reconstrucción material y al aumento del nivel de vida— más positivo. Los siguientes ejemplos lo testimonian elocuentemente: hacia 1953, el marco alemán era ya una de las monedas más cotizadas y fuertes del mundo; la flota mercante rebasaba la cifra de 1500 unidades, al tiempo que la producción de acero se emparejaba con la británica. La Comunidad Europea del Carbón y del Acero podía ponerse en marcha sobre los rieles alemanes.
Pero aún más que a nivel nacional, la acción gobernante de Adenauer se reveló enormemente eficaz y provechosa en el plano de las relaciones internacionales. En este terreno, el integrarse en el grupo de las grandes potencias mundiales fue obra exclusiva de la capacidad de maniobra y del talento político de Adenauer. Situada a manera de acordeón entre los dos bloques que se disputaban la hegemonía al acabar la Segunda Guerra Mundial, la elección de la Alemania de Bonn venía dada por sus tradiciones e historia:

Teníamos que inclinarnos a un lado o a otro si no queríamos ser aplastados. Antes o después, uno de los dos grupos intentaría tener de su parte el potencial alemán... Sólo quedó una vía para salvar nuestra libertad política, nuestra libertad personal, nuestra seguridad, nuestra forma de vida, desarrollada desde hacía muchos siglos, y que tenía como base un concepto cristiano y humano del mundo: una firme conexión con los pueblos y países que tengan las mismas opiniones que nosotros sobre Estado, Persona, Libertad y Propiedad
Konrad Adenauer, Memorias, 1945-1953, Madrid 1967, p. 91.

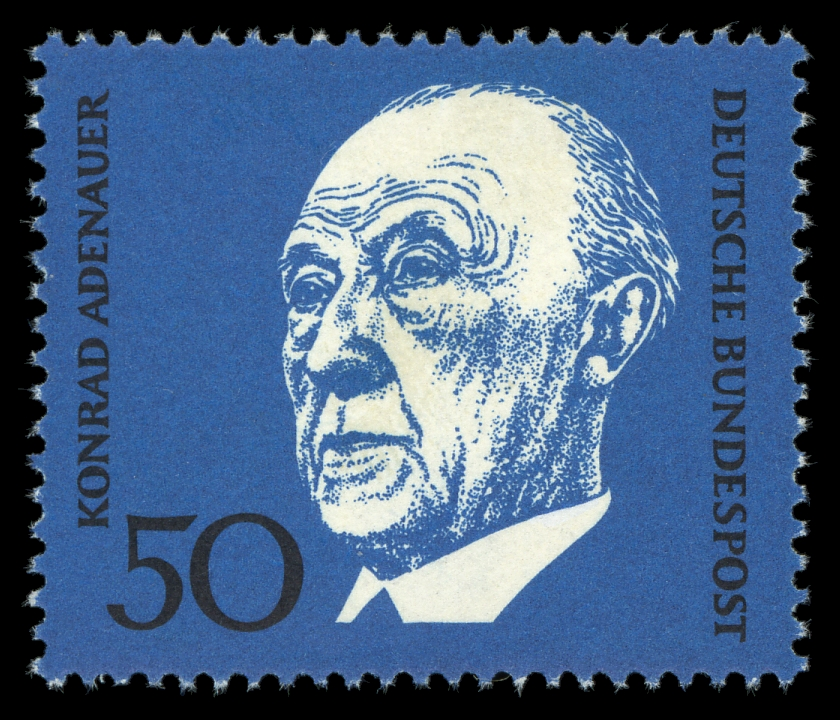
Sello postal alemán con la efigie de Konrad Adenauer (1968).

Así, Adenauer dirigió la reconciliación de Alemania con Francia y las otras potencias aliadas. Bajo el gobierno de Adenauer, a la Alemania Occidental le fue permitido rearmarse y unirse a la OTAN. Adenauer también entabló relaciones diplomáticas con la Unión Soviética y el resto del bloque del Este. En 1955 logró asegurar la liberación de los últimos prisioneros de guerra alemanes. Sin embargo, la incorporación de la Alemania Federal a Occidente no fue obra de un día. Las potencias recelaban de la República de Bonn y temían al fantasma de una revitalización alemana. Solo la persistencia de un criterio revanchista y la incomprensión de las realidades con que se enfrentaba la Alemania libre pudieron alimentar en algunos sectores de la Europa Occidental aquel temor. Adenauer —que a partir de 1951 se había hecho cargo de la cartera de Asuntos Exteriores de su gabinete— no dejó de reiterar, en todas las ocasiones y ante todas las Cancillerías, las grandes diferencias entre la situación interna y externa del régimen de Weimar y el de Bonn. La presión estadounidense, el retroceso del sentimiento nacionalista y la decidida colaboración de Truman hicieron que las esferas más recalcitrantes de la IV República francesa aceptaran finalmente la validez de la argumentación, propagada por la diplomacia estadounidense, de que la suerte de Alemania estaba ligada a Europa y la de esta a aquella. Pero no sin que antes la cuestión alemana hubiera quebrantado el edificio del parlamentarismo francés. Y como sucedió en la década de 1920, tras haber aflojado los lazos que unían a Francia con Inglaterra, los mismos factores de crecimiento de la idea europeísta, junto con las hábiles medidas de reconciliación llevadas a cabo por Adenauer con el apoyo de Churchill y de Eden, condujeron a una rápida compenetración de los conservadores británicos con los puntos de vista alemanes.

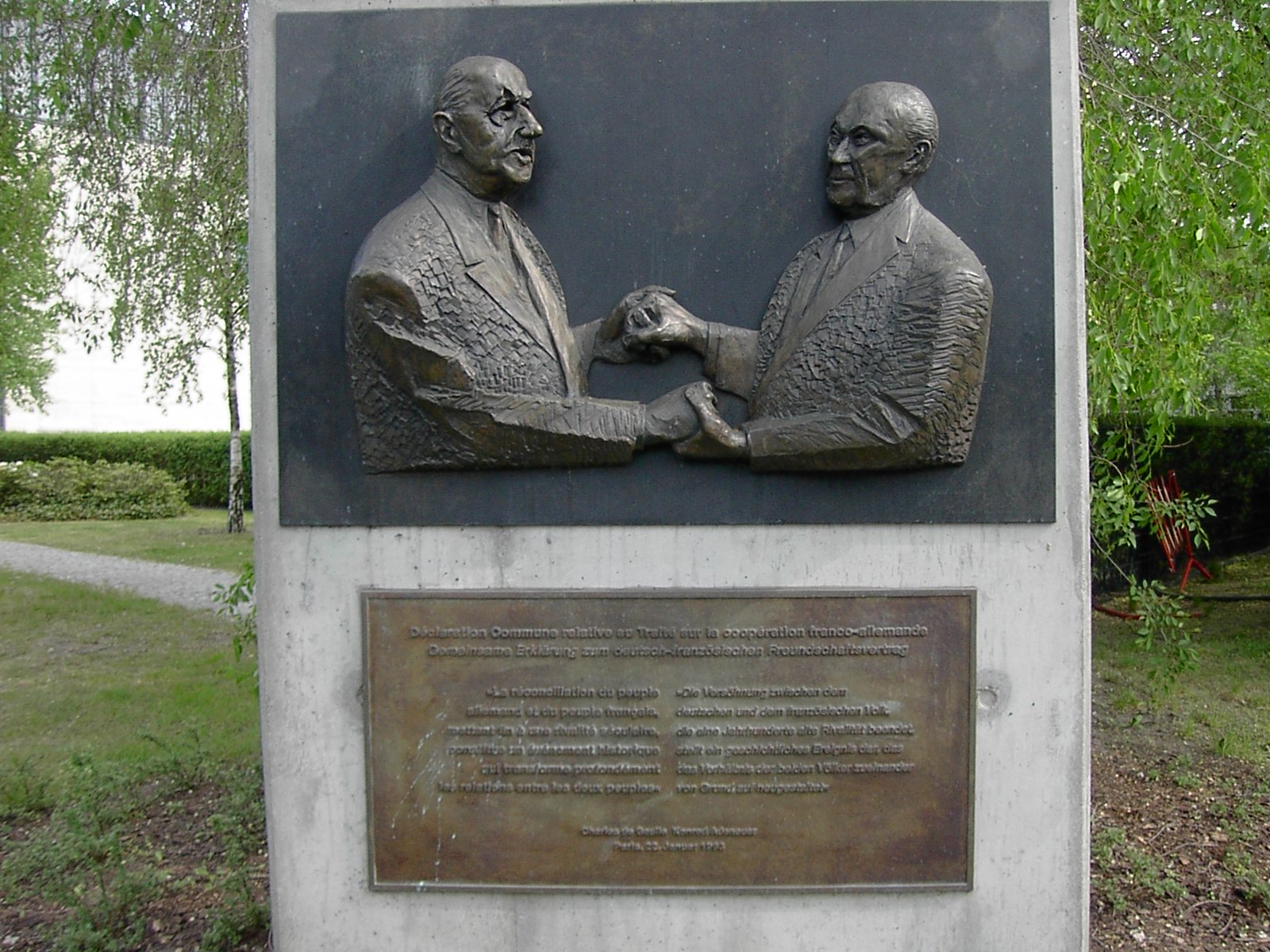
Placa conmemorando la reconciliación franco-alemana.

Con un haber tal a su favor, la reelección de Adenauer en 1953 fue indisputable. Al alcanzar su partido la mayoría parlamentaria, pudo formar un Gobierno homogéneo sin buscar la alianza de ninguna otra fuerza política. El nuevo periodo había de encontrar sus puntos culminantes en la reincorporación de Alemania como nación soberana e independiente al escenario internacional (5 de mayo de 1955) y en la puesta en marcha —merced en gran parte al poderoso motor alemán— de la Comunidad Europea del Carbón y del Acero, de la Comunidad Nuclear (Euratom) —embriones de la Comunidad Económica Europea (CEE)—, al tiempo que la situación material del país alcanzaba niveles semejantes a los más altos de Europa. Reelegido una vez más en 1957, no pudo conseguir la meta última de toda su actividad —la reunificación de Alemania—, pese a la incondicional ayuda ofrecida por Estados Unidos, si bien la obra de Adenauer pudo asentar sobre firmes bases la futura unidad europea mediante su entendimiento con la Francia de la V República.
En 1959 consideró brevemente presentarse para el puesto de presidente, pero en lugar de eso escogió a un candidato (Heinrich Lübke) al que consideraba lo suficientemente débil como para no interferir en sus asuntos como canciller. [cita requerida]
Las elecciones generales de septiembre de 1961 bosquejaron una situación muy semejante a la de 1949. Al no alcanzar la CDU la mayoría absoluta y persistir el repudio de Adenauer hacia el SPD, la alianza con los liberales resultó inevitable, pese al alto precio que éstos pusieron para integrarse en el gobierno: la retirada del canciller antes de finalizar 1963.

## Escándalo Spiegel
En 1962 se produjo el escándalo Spiegel, cuando la policía arrestó por orden del gabinete a cinco periodistas de dicho semanario, acusándolos de traición, específicamente por publicar un memorándum detallando supuestos puntos débiles en las fuerzas armadas alemanas. Los miembros del gabinete que pertenecían al FDP renunciaron a sus puestos en noviembre de 1962, y el ministro de Defensa Franz Josef Strauß, líder de la Unión Social Cristiana (CSU), fue despedido, al igual que los miembros del gabinete que formaban parte del mismo partido. Adenauer se vio forzado a renunciar en 1963, no sin antes firmar el histórico Tratado de Amistad Franco-Alemán, y fue sucedido por Ludwig Erhard, aunque permaneció como líder de la CDU hasta 1966. A partir de su retirada política, Adenauer se dedicó a redactar sus memorias. Murió en Rhöndorf, un pueblo de Bad Honnef, el 19 de abril de 1967, debido a un infarto al corazón.
El estilo autocrático de Adenauer creó bastante descontento político, lo cual contribuyó a que se desencadenaran las revueltas estudiantiles de los años 1960[cita requerida] y la toma del poder a través del SPD en 1969. Su control irrestringido de la CDU finalizó cuando el congreso de la CDU designó a un administrador general con el poder para organizar el partido.
Respecto a su política exterior, al igual que haber sido uno de los promotores de la reconciliación franco-alemana, coincidió con jefes de Estado como la reina Isabel II, el presidente francés Charles de Gaulle, el emperador Hirohito del Japón y el presidente estadounidense John F. Kennedy.

## Obra
- Memorias (1945-1953). Ediciones Rialp. 1965. ISBN 978-84-321-1413-7.
- El papel de Europa en el mundo. Editora Nacional. 1967. ISBN 978-84-276-0170-3.
- El fin del nacionalismo y otros escritos y discursos sobre la construcción europea. Encuentro. 2015. ISBN 978-84-9055-060-1.